# Cercophora sordarioides
Cercophora sordarioides är en svampart som tillhör divisionen sporsäcksvampar, och som först beskrevs av Carlo Luigi (Carlos Luis) Spegazzini, och fick sitt nu gällande namn av Nils G. Lundqvist. Cercophora sordarioides ingår i släktet Cercophora, och familjen Lasiosphaeriaceae. Arten är reproducerande i Sverige.